# Kuzovský potok
Kuzovský potok (v horním toku zhruba po Třebívlice lidově též zvaný Granátka; německy Kusower Bach nebo Granaten Bach) je potok, levý přítok Ohře, protékající okresy Litoměřice a Louny v Ústeckém kraji. Délka toku činí 8,7 km po bifurkaci u Solan, 17,2 km celkem jako Kuzovský potok + Žejdlík. Plocha povodí činí 48,5 km². Někdy se naopak označuje názvem Žejdlík celý tok už od pramenů – takto uvádějí Kuzovský potok např. Mapy.cz. Základní topografické mapy ČR uvádějí v horním toku po Třebívlice potok jako Žejdlík (Granátka).

## Průběh toku
Potok pramení západně od vsi Dřevce (pramen je ještě v okrese Teplice, v k. ú. Červený Újezd u Mukova) a po prvních několika kilometrech strmého spádu úbočími Českého středohoří se severně od Třebívlic stává tok mírnějším. 

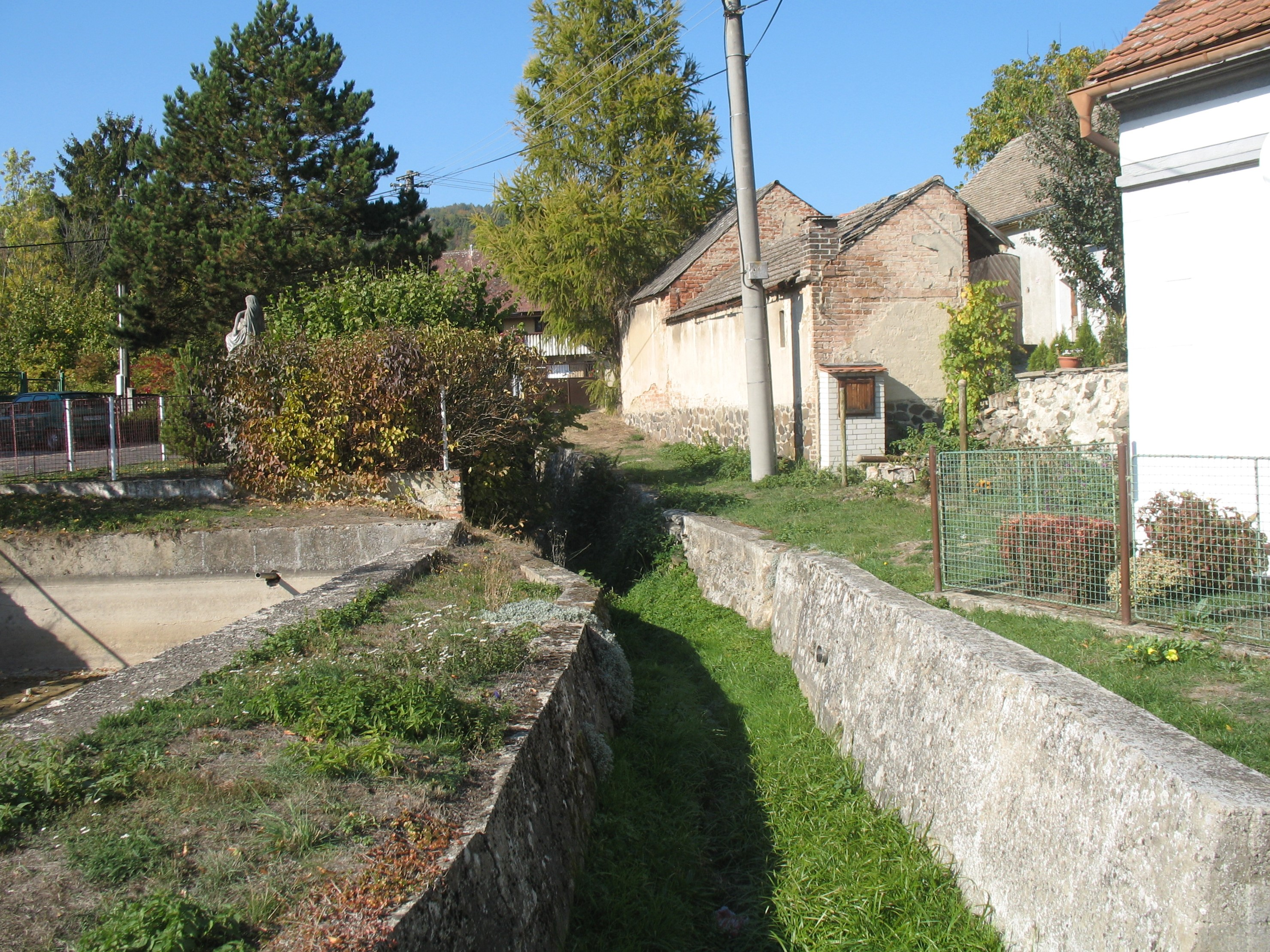
Regulovaný tok Granátky ve vsi Staré u Třebívlic

Za Solany se tok rozdvojuje (bifurkace) na dvě ramena – severněji tekoucí a mnohem méně vodnou Rosovku a jižnější Žejdlík. U Vojniček Žejdlík zprava přijme svůj největší přítok Suchý potok a pokračuje částečně regulovaným korytem velmi mělkým údolím k jihu, kde jižně od Koštic ústí zleva do Ohře. Rosovka přijímá ještě vody Voračky a Podsedického potoka a vlévá se do Ohře dále po proudu poblíž Radovesic.

## Mineralogická lokalita
Kuzovský potok ve své horní části protéká tzv. pyroponosnými ložisky, odkud se vyplavují do jeho toku převážně těžké minerály erodované z okolních hornin a usazují se ve vrstvách štěrku (odtud název Granátka, český granát tvoří jedny z nejzajímavějších minerálů v toku potoka). Dále se zde objevuje olivín, ilmenit, pleonast, magnetit, v menší míře také korund, zirkon a byly zde potvrzeny dva ze čtyř nálezů diamantů v českých zemích. Pyroponosné horniny (zde převážně serpentinity) se dostaly k povrchu při třetihorní vulkanické činnosti. Minerály je zde stále možno v malé míře najít prostým rýžováním, další jsou nalézány v širším rozsevu v okolních polích.